# Pressure 9X19
Jam Daniel Ortiz Caraballo (San Juan, Puerto Rico, 15 de marzo de 2001), conocido artísticamente como Pressure 9X19, es un rapero y compositor puertorriqueño que se desempeña en trap latino y hip hop latino.

## Carrera musical
A pesar de que venía haciendo freestyle junto a sus amigos y familia años antes de comenzar su carrera, sin embargo, no sería hasta 2023 que fue impulsado por la compañía discográfica Glizzy Gvng Inc, de Yovngchimi, a publicar su primer sencillo, «VVS Switch», el cuál se volvió tendencia en el género urbano, especialmente con el lanzamiento de «VVS Switch (Remix)», cuando Anuel AA menciona a los cantantes Cosculluela, Tempo e incluso al cantante colombiano Feid en sus versos.En diciembre de 2023 lanzó el sencillo «El Rey de las Rápidas», y se menciona que son los únicos cantantes que cantan lo que viven, dicho apodo con el que se conoce al artista y que menciona en casi todos sus sencillos y, también en los temas en los que colabora.
Su carrera se impulsaría más tras colaboraciones con artistas como Producto Sin Corte en «Perky Woody», «AsesinoNato» junto a Midnvght, Panda Black en «Phillyboy», o Yovngchimi en «9x19/300BLK».El 27 de junio de 2024 se mencionó a los raperos puertorriqueños Hanzel La H y Hades66 mientras se encontraba en un show en vivo,debido a esta acción, Gallo The Producer respondió a la tiraera del artista, refiriéndose sobre todo a Hanzel La H. En agosto del 2024 fue publicado el tema «Glizzy Gangster», donde se vio de forma oficial los integrantes de la compañía discográfica Glizzy Gvng Inc, donde estaba él en conjunto con Yovngchimi, Sombra PR, Ele D y Slayter. El 31 de octubre de 2024 colaboró junto a Yovngchimi en el sencillo «Triste Halloween». El 10 de noviembre de 2024 se unió a Sombra PR para tirarle a Anuel AA mediante Instagram le dedicaron unas palabras. El 26 de diciembre colaboró en el álbum LYKE MIIKE de Myke Towers en el sencillo «Títeres».
Empezaría el 2025 lanzando en solitario el sencillo «Club», el 4 de marzo colaboró con los artistas Slayter, Sombra PR y NLE Choppa en el sencillo «VIDA C*BRONA». En los meses siguientes lanzó sencillos como «Dubai», en solitario, colaboró el 4 de julio con Luis Brown en el sencillo «Dame Chapa», o «30 EXTENDO», también en solitario. Además recientemente el artista ha anunciado un álbum de estudio contando con la colaboración de Anuel AA.